# Oxytropis ladyginii
Oxytropis ladyginii är en ärtväxtart som beskrevs av Porphyriy Nikitich Krylov. Oxytropis ladyginii ingår i släktet klovedlar, och familjen ärtväxter. Inga underarter finns listade i Catalogue of Life.